# ライアン・ウィルソン
ライアン・ウィルソン（Ryan Wilson、1989年5月18日 - ）は、ユナイテッド・ラグビー・チャンピオンシップ、グラスゴー・ウォリアーズに所属するラグビー選手。

## プロフィール
- イングランド・オールダーショット出身。
- ポジションはフランカー(FL)、ナンバーエイト(No.8)。
- 身長 191cm、体重 106kg
- スコットランド代表キャップは50（2021年4月現在）。
- ラグビーワールドカップ2015・ラグビーワールドカップ2019のスコットランド代表に選ばれた[1]。

## 略歴
2010年、グラスゴー・ウォリアーズに加入。 
2017年、グラスゴー・ウォリアーズの主将に就任した。